# Irving Saladino
Irving Jahir Saladino Aranda (Ciudad de Colón; 23 de enero de 1983) es el máximo atleta olímpico vivo panameño especialista en salto de longitud. Ganador de la medalla de oro en los Juegos Olímpicos de Pekín 2008. Es el segundo panameño en conseguir una medalla olímpica, sesenta años después de que lo hiciera Lloyd LaBeach en los Juegos Olímpicos de Londres 1948. Es también el primer deportista masculino centroamericano en ganar una medalla de oro.

## Biografía
Nació en un barrio de la ciudad de Colón; se inició como electricista para sobrevivir, aunque su sueño siempre fue destacar en el deporte panameño.
Participó en los Juegos Olímpicos de Atenas 2004, donde no consiguió clasificarse para la final, debido primordialmente a una lesión sufrida durante los entrenamientos en Atenas
Su revelación internacional se produjo en 2006, cuando ganó la medalla de Plata en el Campeonato Mundial de Atletismo en Pista Cubierta de Moscú con un salto de 8'29 (récord de Sudamérica), a solo un centímetro del ganador Ignisious Gaisah, de Ghana.
A principios de la temporada al aire libre consiguió en Río de Janeiro un salto de 8'56, que es la mejor marca mundial de la presente temporada y el récord de Sudamérica.
En el circuito atlético europeo ha ganado en cinco de las seis pruebas que componen la Golden League. Ganó en Oslo, Roma, Zúrich, Bruselas y Berlín, mientras que fue 2º en París, precisamente tras Ignisious Gaisah, que ya le había derrotado en el mundial indoor. Ello le valió un premio de 83.333 dólares. 
El 24 de mayo de 2008, durante la reunión de Hengelo (Holanda) Irving saltó hasta los 8,73 metros batiendo su propia marca y consiguiendo la séptima mejor de la historia.
En el Campeonato Mundial de Atletismo de 2007, en Osaka, Japón, Saladino hace historia al lograr la medalla de Oro.
El 18 de agosto de 2008, en los Juegos Olímpicos de Pekín 2008, China, Irving Saladino logra la medalla de Oro en salto de longitud. Tuvo un registro de 8.34 metros en salto de longitud, una menor distancia respecto de su 8.73m logrado a comienzos de la temporada, superando al sudafricano Khotso Mokoena (8.24) y al cubano Ibrahim Camejo (8.20 metros). 
Es el primer deportista panameño en conseguir la medalla de oro, y el segundo en conseguir una medalla olímpica, luego de sesenta años, cuando Lloyd LaBeach en los Juegos Olímpicos de Londres 1948 ganara dos medallas de bronce en los 100 y 200 metros respectivamente. 
Es también el primer deportista masculino de América Central en ganar una medalla de oro.

## Marcas personales
| Prueba            | Marca  | Fecha      | Lugar                 |
| ----------------- | ------ | ---------- | --------------------- |
| Salto de longitud | 8,73 m | 24/05/2008 | Hengelo, Países Bajos |
| Salto de longitud | 8,42 m | 13/02/2008 | Atenas, Grecia        |

## Campeonatos
| Año  | Competición                          | Lugar                   | Puesto        | Marca  |
| ---- | ------------------------------------ | ----------------------- | ------------- | ------ |
| 2002 | Campeonato Mundial junior            | Kingston, Jamaica       | 10º           | 7,39 m |
| 2003 | Campeonato de Sudamérica             | Barquisimeto, Venezuela | 3º            | 7,46 m |
| 2006 | Campeonato Mundial en Pista Cubierta | Moscú, Rusia            | 2º            | 8,29 m |
| 2004 | Juegos Olímpicos                     | Atenas, Grecia          | 18º (c)       | 7,42 m |
| 2005 | Campeonato Mundial                   | Helsinki, Finlandia     | 5°            | 8,20m  |
| 2006 | Campeonato Iberoamericano            | Ponce, Puerto Rico      | 1º            | 8,42 m |
| 2007 | Juegos Panamericanos                 | Río de Janeiro, Brasil  | 1º            | 8,28 m |
| 2007 | Campeonato Mundial                   | Osaka, Japón            | 1º            | 8,57 m |
| 2008 | Juegos Olímpicos                     | Pekín, China            | 1º            | 8,34 m |
| 2012 | Juegos Olímpicos                     | Londres, Reino Unido    | Descalificado |        |
| 2014 | Juegos Sudamericanos                 | Santiago, Chile         | 1º            | 8,19 m |